# الوكالة الوطنية للمترولوجيا
الوكالة الوطنية للمترولوجيا ANM بتونس تحت إشراف وزارة التجارة والصناعات التقليدية، هي مؤسسة عمومية لا تكتسي صبغة إدارية تم إحداثها بموجب <réf>القانون عدد 12 لسنة 2008 المؤرخ في 11 فيفري 2008 </réf>. هي الهيكل المشرف على أنشطة المترولوجياالعلمية والصناعية والقانونية بالبلاد التونسية.

## الوكالة الوطنية للمترولوجياANM
الوكالة الوطنية للمترولوجيا (بالفرنسية: Agence Nationale de Métrologie)‏ هي مؤسسة عمومية لا تكتسي صبغة إدارية تتمتع بالشخصية المدنية والاستقلال المالي (EPNA)، تم إحداثها سنة 2008 بموجب القانون عدد 12 لسنة 2008 المؤرخ في 11 فيفري 2008، ويضبط الأمر عدد 2751 لسنة 2008 المؤرخ في 4 أوت 2008، التنظيم الإداري والمالي وطرق تسييرها. كما لها مجلس مؤسسة يجمع ممثلين عن الوزارات والمنظمات الوطنية ذات العلاقة بالمترولوجيا ومن مهامه إبداء الرأي حول المسائل التي تتعلق بالتصرف والتسيير الإداري ومجلس علمي يجمع الهياكل والمؤسسات الوطنية والمخابر وممثل عن مخابر القطاع الخاص وذلك لمساندة المدير العام في وضع إستراتجية الوكالة بخصوص المسائل الفنية والعلمية.
و يخضع أعوان الوكالة الوطنية للمترولوجيا للنظام الأساسي العام لأعوان الدولة والجماعات المحلية والمؤسسات العمومية ذات الصبغة الإدارية ويضبط الأمر عدد 96 لسنة 2010 المؤرخ في 20 جانفي 2010 الهيكل التنظيمي للوكالة.

## مهام الوكالة الوطنية للمترولوجيا
تسهر الوكالة الوطنية للمترولوجيا على تنفيذ سياسة الحكومة التونسية في مجال المترولوجيا وفق التوجهات السياسية والاقتصادية للدولة التي تتمحور بالخصوص في احترام القواعد والمواثيق الدولية التي تفرضها الشراكة مع الاتحاد الأوروبي واتحاد المغرب العربي ودول العالم العربي والمنظمة العالمية للتجارة وتتمثل مهامها بالخصوص في:
ـ تمثيل البلاد التونسية لدى الهيئات الدولية والإقليمية قي ميدان المترولوجيا والمساهمة في الأشغال الفنية التابعة لها وإدارة برامج التعاون معها

ـ القيام بأنشطة التكوين والمساندة الفنية في ميدان المترولوجيا والمشاركة في إعداد البرامج الوطنية المتعلقة بالتكوين في هذا المجال لمساعدة المؤسسات التعليمية ومراكز التكوين

ـ التنسيق بين مختلف المصالح الوزارية في مجال المترولوجيا

ـ إعداد مواصفات وأدلة فنية تتعلق بالمترولوجيا والعمل على نشرها بالتنسيق مع المعهد الوطني للمواصفات والملكية الصناعية (INNORPI)

ـ نشر المعلومة والنهوض بالبحث في ميدان المترولوجيا وضمان اليقظة التكنولوجية في هذا المجال

ـ ضبط المعطيات الضرورية لإنشاء وإعداد المعايير الوطنية التي تجسم وحدات القيس التابعة للنظام الدولي للوحدات «ن د» وتحديد المتطلبات الضرورية لإنشاء وإصدار القواعد التي تسمح بنسخ وحدات القيس غير القابلة للتجسيم

ـ تسيير صنع وحفظ ونشر المعايير الوطنية وإدارة البحوث والدراسات لتطويرها

ـ تنظيم أعمال المقارنة المتبادلة بين المعايير الوطنية والمعايير الدولية والقيام بملاءمة المعايير الوطنية مع المعايير الدولية كلما اقتضت الحاجة

ـ ضمان الترابط المترولوجي لأدوات القيس مع المعايير الوطنية

ـ السهر على تحويل التكنولوجيا في ميدان المترولوجيا من البحوث إلى مجالات التطبيق في الميدان الصناعي

ـ القيام بتجارب المصادقة على نماذج أدوات القيس وإعداد القرارات المتعلقة بها

ـ القيام بالأنشطة الفنية المتعلقة بالمترولوجيا القانونية وخاصة تحديد المتطلبات الفنية والمترولوجية المتعلقة بأدوات القيس والقيام بالاختبارات الفنية وعمليات التحقق الأولي والدوري على أدوات القيس وبالرقابة على المواد المعبأة

ـ دراسة ملفات توريد وتصدير أدوات القيس واختبارها عند الاقتضاء

ـ دراسة ملفات المصادقة على الهيئات التي يعهد إليها القيام بالرقابة المترولوجية القانونية على أدوات القيس أو تصليحها وتركيبها ومتابعة نشاط الهيئات المصادق عليها

ـ معاينة مخالفة أحكام القانون المتعلق بالمترولوجيا وتحرير محاضر ضد المخالفين عند الاقتضاء

## المترولوجيا القانونية
تم احداث أول مصلحة تعنى بالمترولوجيا القانونية في تونس يوم 14 فيفري 1895 حيث تم تسميتها آنذاك «مصلحة الموازين والمقاييس» وشهد مجال المترلوجيا القانونية نقلة نوعية من خلال مجموعة من الإصلاحات من بينها صدور قانون خاص بالمترولوجيا القانونية (القانون عدد 40 لسنة 1999 المؤرخ في 10 ماي 1999).
وبعد أن تم إحداث الوكالة الوطنية للمترولوجيا سنة 2008 شهدت المترولوجيا القانونية تطورا كبيرا من خلال تدعيم المصالح المكلفة بذلك بالموارد البشرية وبالمعدات والمعايير وبالتكوين.
وتتمثل أهم مهام إدارة المترولوجيا القانونية في:
- القيام بتجارب المصادقة على نماذج أدوات القيس وإعداد القرارات المتعلقة بها

- 	القيام بالأنشطة الفنية المتعلقة بالمترولوجيا القانونية وخاصة تحديد المتطلبات الفنية والمترولوجية المتعلقة بأدوات القيس

- إجراء الاختبارات الفنية وعمليات التحقق الأولي والدوري على أدوات القيس والرقابة على المواد المعبأة

- دراسة ملفات توريد وتصدير أدوات القيس واختبارها عند الاقتضاء

	- دراسة ملفات المصادقة على الهيئات التي يعهد إليها بالرقابة المترولوجية القانونية على أدوات القيس أو تصليحها وتركيبها ومتابعة نشاط الهيئات المصادق عليها

- 	مساعدة المصالح الوزارية المعنية بخصوص الإشهاد بمطابقة أدوات القيس

- مراقبة أنشطة الهيئات المكلفة بالإشهاد بالمطابقة على أدوات القيس

- مراقبة أدوات القيس الجديدة

- مراقبة أنشطة الصناعيين والقائمين بتصليح وتركيب أدوات القيس

- 	مراقبة أدوات القيس أثناء الاستعمال

- 	برمجة دورات التحقق المترولوجي والاستغلال الأمثل للوسائل الفنية والمعايير

## المترولوجيا الصناعية
تكتسي المترولوجيا الصناعية صبغة تلقائية حيث تشتمل على مجموعة من القواعد والتوجهات تهدف إلى التحكّم بالأنشطة المترولوجية داخل مؤسسة ما وفق المراجع المختصة على غرار معيار ايزو 10012و ايزو 17025 أو ايزو 9001.

### مهام المترولوجيا الصناعية
- 	تأمين اليقظة التكنولوجية في مجال المترولوجيا

	- تركيز المعايير وكافة الإرشادات التقنية الخاصة بالمترولوجيا ونشرها، بالتعاون مع المعهد الوطني للتعيير والضبط والملكية الصناعية INOPRI

- 	تنظيم دورات التكوين والمتابعة التقنية في مجال المترولوجيا إلى جانب المشاركة في إعداد برامج وطنية للتكوين والتعليم في مجال المترولوجيا

- 	دعم الأنشطة التقنية وذلك من خلال:
- - تنظيم وإدارة عمليات المقارنة بين المخابر وداخل المخبر الواحد
  - تأمين الترابط بين وسائل القيس والمعايير الوطنية
  - نقل تكنولوجيات البحث في مجال المترولوجيا إلى التطبيقات الصناعية
  - المحافظة على آلات القياس

- 	نشر المعايير الوطنية حيث تكون:
- - متوفرة: الوكالة الوطنية للمترولوجيا تسهر على تطوير وتوفّير كافة المعايير اللازمة من اجل سلامة الاقتصاد الوطني
  - مطابقة: المعايير الوطنية هي تجسيم لوحدات المنظومة العالمية SI حيث تتم مقاربة معايير بلدان أخرى مع نسبة خطأ تتناسب مع حاجياتنا الوطنية
  - مناسبة: تعمل الوكالة الوطنية للمترولوجيا على التقيّد بمنهج المطابقة مع الإجراءات التي تنظّم عمل المعاهد الوطنية للمترولوجياINM وخاصة تسجيل أحسن القدرات التطبيقية المترولوجية في بنك المعطيات KCDB للمكتب العالمي للوزن و القيسBIPM

## المترولوجيا العلمية
تتمثل مهمة المترولوجيا العلمية في إعطاء قواعد لبرنامج قيس موحّد ومترابط إلى جانب التثبت من ملائمة ودقة القيس. للوكالة الوطنية للمترولوجيا مهام كثيرة تساهم في تطوير آليات الحث على البحث في مجال المترولوجيا وخاصة في إدماج الشبكات العالمية والمساهمة في البحوث العالمية.

### مهام المترولوجيا العلمية
- تحديد الأنظمة القانونية الخاصة بإنشاء وتنفيذ المعايير الوطنية التي تسمح بنقل وحدات القيس من النظام العالمي للوحدات التي يمكن تجسيمها

- تحديد الأنظمة القانونية الخاصة بإنشاء ونشر القواعد التي تمكّن من إنتاج وحدات القيس التي لا يمكن تجسيمها

- السهر على الترابط بين وسائل القيس والمعايير الوطنية

- نقل التكنولوجيا في ميدان المترولوجيا من مجال البحث إلى المجال الصناعي التطبيقي

-إدارة إنتاج وحفظ وترويج المعايير الوطنية والإشراف على البحوث والدراسات الساعية لتطوير هذه المقاييس

- تنظيم أشغال المقارنة المتبادلة بين المعايير الوطنية والعالمية وفي حالة الاقتضاء ملائمة هذه المقاييس مع المقاييس العالمية

## اليوم العالمي للمترولوجي
ا
تحتفل الوكالة الوطنية للمترولوجيا مع سائر دول العالم باليوم العالمي للمترولوجيا يوم 20 ماي من كل سنة وذلك بالتوازي مع إمضاء الميثاق الدولي للمتر سنة 1875,

## التكوين في مجال المترولوجيا
تعمل الوكالة الوطنية للمترولوجيا على:

-	نشر المعلومة ودعم البحث في مجال المترولوجيا

-	تحديد المعايير والإرشادات الفنية الخاصة بالمترولوجيا والعمل على نشرها بالتعاون مع المعهد الوطني للتعيير والضبط والملكية الصناعية INNORPI

-	تنسيق مختلف أنشطة التكوين والتوثيق للأقسام الوزارية في مجال المترولوجيا

-	القيام بالتكوين والمتابعة التقنية في مجال المترولوجيا والمشاركة في إعداد البرامج الوطنية للتكوين في هذا المجال وذلك بهدف إعانة المؤسسات التعليمية ومراكز التكوين

## المخابر الوطنية
المخابر الوطنية هي مخابر متعاقدة مع الوكالة الوطنية للمترولوجيا تعمل على المحافظة على المقاييس الوطنية.
-	مخبر المترولوجياDEFNAT تحت إشراف وزارة الدفاع الوطني، مهمته صيانة وإبقاء المقاييس الوطنية للكميات«الضوء-المغناطيس» و «الوقت-التردّد» قرار 15 مارس 2011.
مخبر المترولوجيا الكيميائية بالمعهد الوطني للبحوث والتحاليل الفيزيوكيميائية INARAP تحت إشراف وزارة التعليم العالي والبحث العلمي، معيّن كمخبر للحفاظ على المعايير الوطنية للقيس في ميدان المترولوجيا الكيميائية
(تحضير وتحليل الخليط الغازي، التحليل العضوي، التحليل غير العضوي والتحليل الالكتروكيميائي) (قرار 12 ماي 2012).

## التعاون الدولي
°البرنامج المعتمد لبدء تنفيذ اتفاقية التعاون مع الاتحاد الأوروبي UE؛
°برنامج دعم بنية الجودة في بلدان المغرب العربي MENACQ؛
°اتفاقية التعاون بين المعهد الوطني للمترولوجيا التركي TUBITAK والوكالة الوطنية للمترولوجيا؛
°اتفاقية التعاون بين المعهد البرتغالي للجودة IPQ والوكالة الوطنية للمترولوجيا
°اتفاقية التعاون بين المعهد الهولندي للمترولوجياVSL والوكالة الوطنية للمترولوجيا